# Comuna Ciprian Porumbescu, Suceava
Ciprian Porumbescu (în germană Stupka) este o comună în județul Suceava, Bucovina, România, formată numai din satul de reședință cu același nume. Inițial a purtat denumirea de Stupca.
Localitatea "Ciprian Porumbescu" este situată pe DJ 178, la următoarele distanțe de principalele localități ale județului Suceava: 18 km de Gura Humorului, 30 km de Suceava și 40 km de Fălticeni.
Comuna Ciprian Porumbescu se învecinează cu următoarele localități: Ilișești la nord, Stroiești și Zaharești la est, Vornicenii Mari și Drăgoiești la sud și Păltinoasa la vest.
În anul 2002, satul Bălăceana s-a despărțit de comuna Ciprian Porumbescu, devenind o comună separată.

## Obiective turistice
- Casa memorială Ciprian Porumbescu - inaugurată în 1953 într-o anexă originală (singura care s-a păstrat) a fostei case parohiale de la Stupca
- Muzeul Memorial Ciprian Porumbescu - care poate fi vizitat în fiecare zi a săptămânii (cu excepția zilei de luni) între orele 10-18
- Mormintele familiei Porumbescu
- Biserica "Sf. Dumitru" - construită în 1887

## Demografie
Componența etnică a comunei Ciprian Porumbescu
     Români (86,65%)
     Romi (2,06%)
     Alte etnii (11,29%)
Componența confesională a comunei Ciprian Porumbescu
     Ortodocși (85,41%)
     Penticostali (1,91%)
     Alte religii (0,96%)
     Necunoscută (11,72%)
Conform recensământului efectuat în 2021, populația comunei Ciprian Porumbescu se ridică la 2.090 de locuitori, în creștere față de recensământul anterior din 2011, când fuseseră înregistrați 1.840 de locuitori. Majoritatea locuitorilor sunt români (86,65%), cu o minoritate de romi (2,06%). Din punct de vedere confesional, majoritatea locuitorilor sunt ortodocși (85,41%), cu o minoritate de penticostali (1,91%), iar pentru 11,72% nu se cunoaște apartenența confesională.

## Politică și administrație
Comuna Ciprian Porumbescu este administrată de un primar și un consiliu local compus din 11 consilieri. Primarul, Dumitru Nimițean[*], de la Partidul Social Democrat, este în funcție din 2004. Începând cu alegerile locale din 2024, consiliul local are următoarea componență pe partide politice:
|  | Partid                    | Consilieri | Componența Consiliului | Componența Consiliului | Componența Consiliului | Componența Consiliului | Componența Consiliului | Componența Consiliului | Componența Consiliului | Componența Consiliului | Componența Consiliului | Componența Consiliului |
|  | ------------------------- | ---------- | ---------------------- | ---------------------- | ---------------------- | ---------------------- | ---------------------- | ---------------------- | ---------------------- | ---------------------- | ---------------------- | ---------------------- |
|  | Partidul Social Democrat  | 10         |                        |                        |                        |                        |                        |                        |                        |                        |                        |                        |
|  | Partidul Național Liberal | 1          |                        |                        |                        |                        |                        |                        |                        |                        |                        |                        |

## Recensământul din 1930
Componența etnică a comunei Ciprian Porumbescu
     Români (94,8%)
     Germani (4,35%)
     Altă etnie (0,85%)
Componența confesională a comunei Ciprian Porumbescu
     Ortodocși (94,5%)
     Romano-catolici (2%)
     Mozaici (1,15%)
     Evanghelici\Luterani (3%)
     Altă religie (0,5%)
Conform recensământului efectuat în 1930, populația comunei Ciprian Porumbescu se ridica la 2582 locuitori. Majoritatea locuitorilor erau români (94,8%), cu o minoritate de germani (4,35%). Alte persoane s-au declarat: evrei (7 persoane) și maghiari (1 persoană). Din punct de vedere confesional, majoritatea locuitorilor erau ortodocși (94,5%), dar existau și romano-catolici (2,0%) și evanghelici\luterani (3,0%). Alte persoane au declarat: greco-catolici (9 persoană) și mozaici (7 persoane).

## Personalități
- Ciprian Porumbescu (1853-1883) - compozitor român
- Iraclie Porumbescu (1823-1896) - preot ortodox și om de cultură, paroh la Stupca (1865-1884), tatăl compozitorului Ciprian Porumbescu (1853-1883); a decedat la Frătăuții Noi și a fost înmormântat lângă biserica de lemn a satului; în anul 1971 rămășițele sale pământești au fost deshumate și transportate la Stupca, unde au fost înmormântate lângă cele ale fiului său, compozitorul Ciprian Porumbescu.
- Alexandru Bidirel (????-????) - Ultimul mare lăutar al Bucovinei.Născut în satul lui Ciprian Porumbescu, Stupca, Alexandru Bidirel a fost un interpret de excepție la vioară. Păstrător al unui repertoriu bazat în exclusivitate pe tradiție, Alexandru Bidirel a fost o viață întreagă solist și primă vioară la Ansamblul “Ciprian Porumbescu” din Suceava.
- Severin Baciu, (1926 - 2011), militar superior, deputat